# Millicent Tanner
Millicent Tanner –conocida como Milly Tanner– (10 de enero de 1999) es una deportista británica que compite en ciclismo en la modalidad de pista.
Ganó una medalla de bronce en el Campeonato Mundial de Ciclismo en Pista de 2021 y una medalla de plata en el Campeonato Europeo de Ciclismo en Pista de 2020, ambas en la prueba de velocidad por equipos.

## Medallero internacional
| Campeonato Mundial | Campeonato Mundial  | Campeonato Mundial | Campeonato Mundial    |
| Año                | Lugar               | Medalla            | Competición           |
| ------------------ | ------------------- | ------------------ | --------------------- |
| 2021               | Roubaix ( Francia)  | Medalla de bronce  | Velocidad por equipos |
| Campeonato Europeo |                     |                    |                       |
| Año                | Lugar               | Medalla            | Competición           |
| 2020               | Plovdiv ( Bulgaria) | Medalla de plata   | Velocidad por equipos |